# As-Sauma’a
As-Sauma’a (arab. الصومعة) – wieś w Syrii, w muhafazie Hama. W 2004 roku liczyła 222 mieszkańców.